# Anna Roleffes
Anna Roleffes, Roleff oder auch Roloffs, verwitwete Kage (* um 1600 in Walle oder Harxbüttel;; † 30. Dezember 1663 in Braunschweig), landläufig Tempel Anneke genannt, war eine deutsche Schankwirtin, Dienstmagd, Heilkundige und Wahrsagerin. Sie war eine der letzten Frauen, die in der Stadt Braunschweig als „Hexe“ angeklagt und hingerichtet wurden. Die 210 Seiten umfassenden Akten ihres Prozesses befinden sich heute im Stadtarchiv Braunschweig.

## Rechtsgrundlage für die Hexenverfolgung

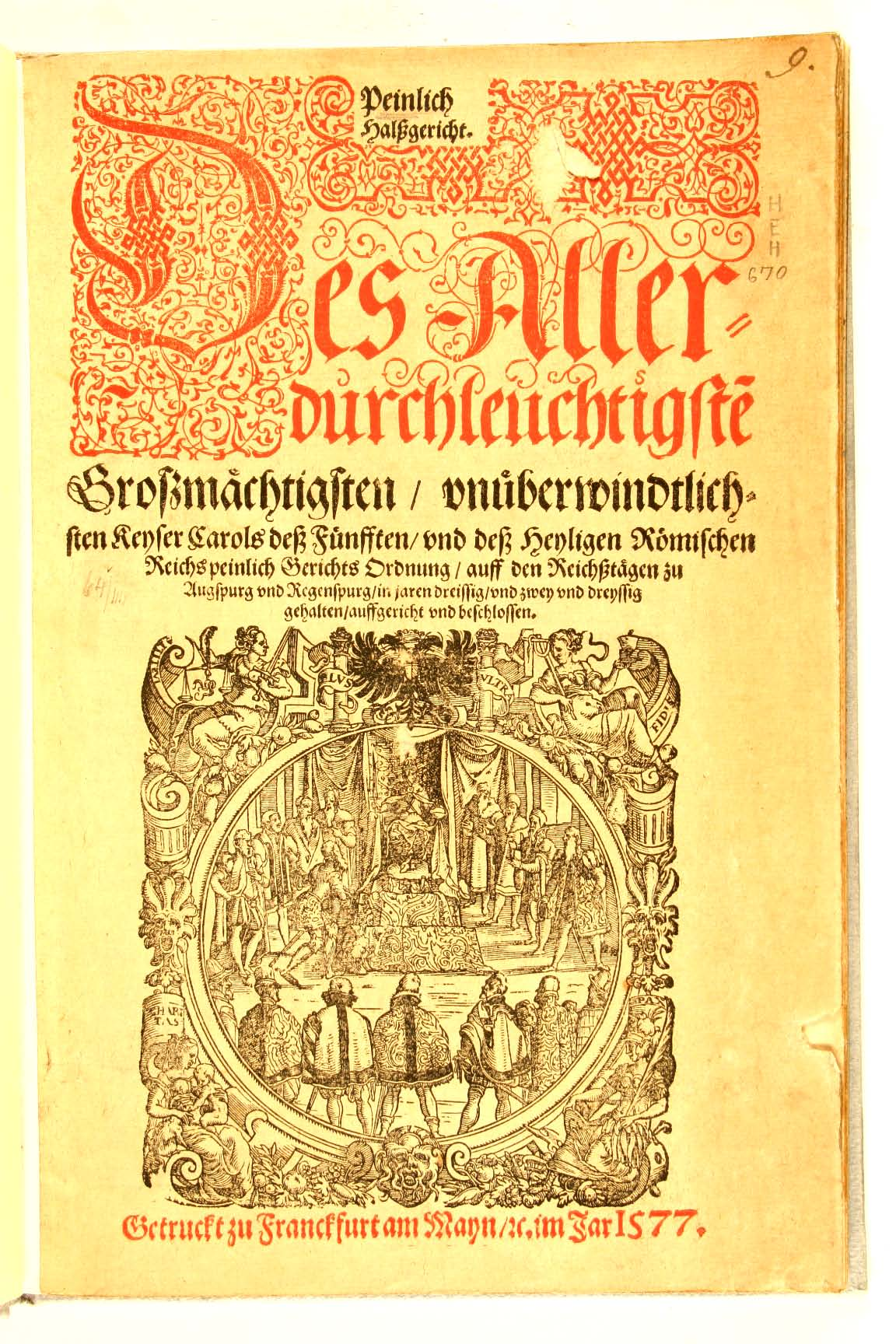
Constitutio Criminalis Carolina

Die juristische Grundlage für die Strafverfolgung von Hexen oder Zauberern bildete die 1532 im Heiligen Römischen Reich Deutscher Nation eingeführte Constitutio Criminalis Carolina, meist als „Carolina“ oder in deutscher Übertragung als „peinliche Halsgerichtsordnung Karls V.“ bezeichnet. Neben anderen Straftatbeständen galt auch „Zauberei“ als schweres Verbrechen, insbesondere dann, wenn es sich um sogenannten „Schadenzauber“ (lat. maleficium) handelte, bei dem andere Personen oder Sachen zu Schaden kamen. Die Carolina führte dazu aus: „Straff der Zauberey. Item so jemandt den leuten durch zauberey schadenn oder nachteill zufuegt, soll man straffen vom lebenn zum tode, unnd man solle solliche straff mit dem feur thun“. In einem solchen Fall erwartete den Angeklagten bei einer Verurteilung der Scheiterhaufen.

## Hexenverfolgung im Herzogtum Braunschweig-Lüneburg

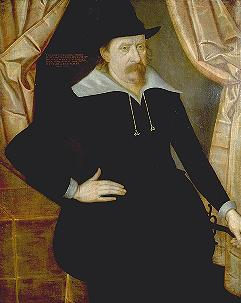
Herzog Heinrich Julius

Hexenverfolgungen im Herzogtum Braunschweig-Lüneburg hatten besonders während der Regierungszeit von Welfenherzog Heinrich Julius (1589–1613) erschreckende Ausmaße angenommen. So berichtet eine Chronik von 1590: „In den Fasten dieses Jahres ließ der Herzog viele Hexenmeister und Zauberinnen zu Wolfenbüttel verbrennen, als wohin aus dem Lande Braunschweig, Göttingen und Cahlenbergischen Theils, alle Maleficanten zusammengebracht und gerichtet wurden … Wie dann zu Wolfenbüttel öfters an einem Tag 10, 12 und mehr gebrant, und der Orts des Lecheln Holzes von den Zauberpfählen als ein kleiner Wald anzusehen gewesen.“
Auch einer seiner Nachfolger, August der Jüngere (1579–1666), obwohl als einer der gelehrtesten Fürsten seiner Zeit angesehen und Begründer des Ruhmes der nach ihm benannten Herzog August Bibliothek in Wolfenbüttel, war ein berüchtigter Hexenjäger, der für die Verbrennung von 70 „Hexen“ in Hitzacker verantwortlich ist.

## Hexenprozesse in der Stadt Braunschweig
Vom 15. bis zum 17. Jahrhundert gab es nachweislich mehrere Prozesse wegen angeblicher Hexerei, Zauberei oder Ähnlichem. Der älteste bekannte Fall stammt aus dem Jahre 1475. Im Verfestungsbuch des Weichbildes Neustadt ist vermerkt, dass Jutte Schomakers, genannt „die Herdesche“, der „Zauberei“ angeklagt und überführt wurde. Allerdings wurde sie nicht mit dem Tode bestraft, sondern, wie damals üblich, nach geleisteter Urfehde der Stadt verwiesen. Der zweite belegte Fall ist der Geseke Albrechts, die 1501 beschuldigt worden war, Kühen die Milch verzaubert zu haben. Sie wurde enthauptet und ihr Leichnam anschließend verbrannt. Darauf folgten bis 1525 noch weitere Fälle.

## „Tempel Anneke“
Anna Roleffes hatte drei Brüder. Sie besuchte drei Jahre lang die Schule und hatte so lesen gelernt. Von ihrer Mutter Ilse, geb. Lilie, die fünf Jahre bei einem Bader in der Nähe von Wolfsburg als Heilerin tätig war, wurde sie anschließend in den Heilkünsten unterwiesen und hatte auch zwei Bücher von ihr geerbt. Sie heiratete Hans Kage, der auf dem „Tempel Hof“ in Harxbüttel, einem kleinen Dorf wenige Kilometer nordwestlich von Braunschweig, eine Wirtschaft namens „Tempel“ führte. Das Anwesen gehörte zum Braunschweiger St. Blasius Stift. Gemeinsam bewirtschaftete das Ehepaar auch den dazugehörigen Ackerhof. Sie hatten einen Sohn namens Hans. Am 3. September 1641 wurde Annas Ehemann während der Belagerung Wolfenbüttels im Dreißigjährigen Krieg von einem Soldaten beim Lechlumer Holz, nahe Wolfenbüttel, erstochen. Der Sohn übernahm daraufhin den Hof, auf dem seine Mutter weiter lebte.
Den Übernamen „Tempel Anneke“ erhielt sie entweder deshalb, weil sie auf dem „Tempel Hof“ wohnte oder weil sie zusammen mit ihrem Mann bis zu dessen Tod den Tempel-Krug führte. Zu diesem Zeitpunkt war sie in der weiteren Umgebung unter dem Namen „Tempel Anneke“ bekannt. Um als Witwe ihren Lebensunterhalt bestreiten zu können, verdingte sie sich als Dienstmagd und war daneben auch als Heilerin und Wahrsagerin tätig, wobei sie insbesondere im Aufspüren von Dieben und Diebesgut versiert war. Da sie dabei recht erfolgreich gewesen sein soll, wurde sie schließlich verdächtigt, eine Zauberin zu sein und mit dem Teufel im Bunde zu stehen.

## Der Prozess

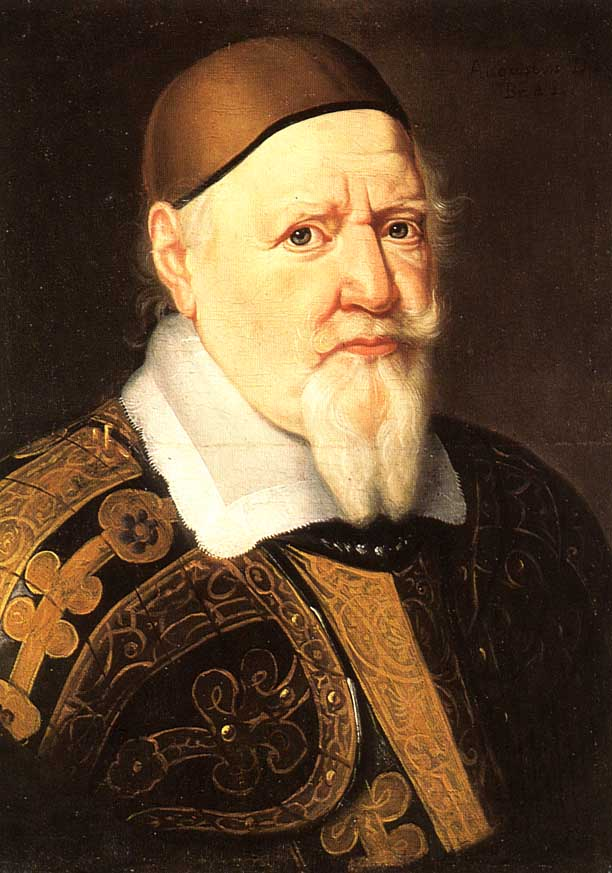
August der Jüngere: Der Prozess gegen Tempel Anneke fiel in seine Regierungszeit.

Zum Zeitpunkt ihrer Festnahme im Juni 1663 war Tempel Anneke etwa 63 Jahre alt. Ihr Geburtsjahr gab sie an, indem sie zu Protokoll gab, sie sei bei der Belagerung Braunschweigs durch Herzog Heinrich Julius im Jahre 1605 fünf Jahre alt gewesen. Demzufolge wurde sie um das Jahr 1600 geboren.
Erste schriftliche Nachweise vorgebrachter Anschuldigungen gegen sie stammen bereits von August/September 1662 aus dem Ort Neubrück, wenige Kilometer westlich von Braunschweig. Schon damals gab es offizielle Untersuchungen ihres Tuns, da sie unabhängig voneinander von zwei Personen der Hexerei bezichtigt wurde. Aufgrund neuerlicher Anschuldigungen in Verbindung mit einem Diebstahl von Sachen, die dem Dachdecker Hans Tiehmann entwendet worden waren, wurde Tempel Anneke im Juni 1663 schließlich verhaftet. Daraufhin leitete das Obergericht ein Verfahren ein, in dem verschiedene Zeugen angehört und auch Anschuldigungen, die zum Teil bereits viele Jahre zurücklagen, untersucht wurden. Das Verfahren begann mit der Vernehmung der Zeugen im Neustadtrathaus und wurde dann im Obergericht des Weichbildes Hagen durchgeführt. Es dauerte vom 25. Juni bis zum 30. Dezember 1663.

### Zeugen

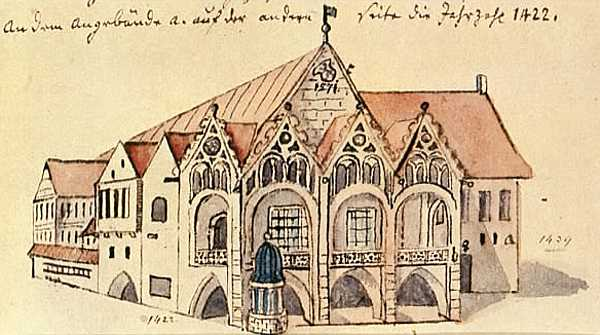
Das alte Rathaus der Neustadt (Zeichnung von A. A. Beck vor 1772)

Am 25. Juni 1663 erschienen im Neustadt-Rathaus folgende Zeugen, um gegen Anna Roleffes auszusagen:
- Hans Tiehmann, Bürger und Dachdecker der Braunschweiger Neustadt, zeigte an, dass ihm Ende 1662 verschiedene Küchengerätschaften aus Zinn sowie diverse Lebensmittel gestohlen worden seien. Auf Anraten einer Nachbarin ging er nach Harxbüttel, um sich von Tempel Anneke aus der Hand lesen zu lassen, um so etwas über den Verbleib des Diebesgutes zu erfahren. Sie soll ihm geweissagt haben, sie werde den Dieb derart erschrecken, dass der Bestohlene sein Eigentum binnen 24 Stunden wieder zurückbekommen werde. Am folgenden Tag fand Tiehmann das Zinngeschirr vor der Tür eines Nachbarn wieder. Bei einem erneuten Besuch bei Tempel Anneke erzählte ihm diese, sie habe den ihr bekannten Dieb so unter Druck gesetzt, dass dieser die Gerätschaften wieder zurückgebracht habe.
- Hans Harves aus Harxbüttel, auch „Tempel Hans“ genannt, da er der Krüger des „Tempels“ zu Harxbüttel war, hatte Tempel Anneke fünf Wochen zuvor, nachdem diese bei ihm an einem Tage bereits mehrfach Bier geborgt hatte, ein weiteres ohne Zahlung verwehrt. Daraufhin sei er abends erkrankt und konnte sich diese plötzliche Erkrankung nur damit erklären, dass Tempel Anneke ihn „verhext“ habe, weil er ihr kein Bier mehr habe geben wollen. Des Weiteren gab Harves an, dass Tempel Anneke auch anderen Personen beim Wiederauffinden von Diebesgut geholfen habe und sie deshalb im weiten Umkreis für eine „Zauberin“ gehalten werde. Auch habe sie durch Brauen eines Trankes ein Viehsterben in Harxbüttel beendet.[15]
- Anna Harves, geb. Steinmann, Ehefrau des Hans Harves, gab an, von Tempel Anneke ein Mittel gegen ihren geschwollenen Arm bekommen zu haben und dass sie vermutlich für die Erkrankung eines Mannes verantwortlich sei, was sie von Tempel Annekes eigener Schwiegertochter erfahren habe. Schließlich wisse sie, dass Tempel Anneke seit 20 Jahren nicht mehr in der Kirche und beim Abendmahl gewesen sei.
- Hennig Roloff aus Wenden sagte aus, dass im vergangenen Jahr mehrere seiner Schafe innerhalb kürzester Zeit verendet seien, woraufhin er Tempel Anneke um Hilfe gebeten hatte, damit nicht seine ganze Herde stürbe. Diese habe die Tiere auch tatsächlich kuriert, indem sie ein totes Tier zu Pulver verbrannte und es dann wiederum den Schafen verabreichte. Kurz darauf sei aber er selbst erkrankt, ohne dass sie ihm helfen konnte. So suchte er Rat bei „der Ebberschen“ in Vordorf, welche „dieser Tempel Anneke Herre wäre“.[16] Diese konnte ihm aber nicht helfen, sagte ihm aber, dass ihm die Krankheit von Tempel Anneke angetan worden sei. Schließlich sei er doch wieder zu Tempel Anneke gegangen, die versucht habe, ihn zu kurieren, was aber fehlgeschlagen sei.
- Jürgen Roloff, Bruder des Vorgenannten Hennig Roloff, gab an, dass sein Bruder fünf Jahre lang „dumm“ gewesen sei, da sein Kopf „von den bösen Dingern“ durchgefressen gewesen sei. Er bezweifele deshalb nicht, dass Tempel Anneke auch dafür verantwortlich sei, wolle dies aber nicht behaupten.[16]
- Autor Barnsdorf bzw. Bahrensdorff aus Watenbüttel berichtete, dass ihm sechs Jahre zuvor, als er noch auf dem Kreuzkloster war, unter mysteriösen Umständen mehrere Pferde abhandengekommen seien. Tempel Anneke habe aber gewusst, wo sich diese befänden, worauf er seine Pferde auch alsbald wieder fand.

### Befragung und Stellungnahme Tempel Annekes
Am 1. Juli 1663 wurde Tempel Anneke zu den Angaben der Zeugen befragt. Im Unterschied zu heutigen Prozessen waren die 66 Fragen, die man ihr stellte, bereits vor der Befragung schriftlich aufgesetzt worden, sodass es nicht möglich war, neue Fragen zu formulieren, die sich z. B. aus ihren Antworten auf vorausgegangene ergaben. Dies war die allgemein übliche Vorgehensweise, hatte allerdings u. U. zur Folge, dass später folgende Fragen im Widerspruch zu früher gegebenen Antworten standen. Einige Fragen beantwortete die Befragte nicht. Insgesamt widersprach sie jedoch den gemachten Aussagen, sofern diese sie mit Hexerei, Zauberei oder Machenschaften mit dem Teufel in Verbindung brachten.

### Urgicht und Hinrichtung

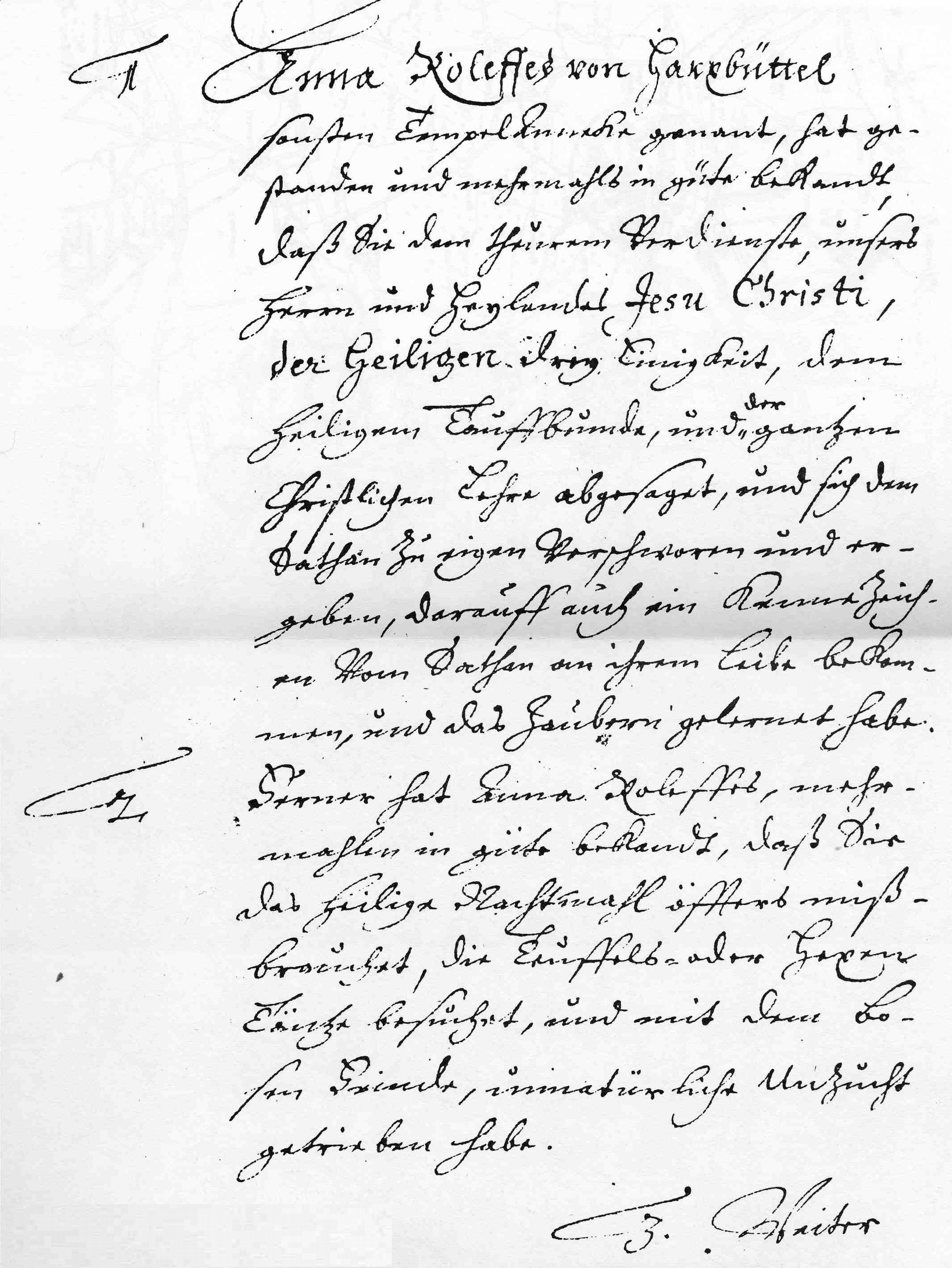
Erste Seite des Urgichts vom 28. Dezember 1663.
(Die Transkription befindet sich auf der Bildbeschreibungsseite.)

Am 30. Dezember 1663 wurde Tempel Anneke auf dem Schinderkarren durch die Stadt zur Richtstätte vor den Toren Braunschweigs beim Wendentor gefahren. Begleitet wurde sie dabei von zwei Geistlichen. Auf dem Richtplatz warteten bereits einige Bürgermeister und Beamte sowie der Scharfrichter des Hagen, Hans Pfeffer oder Hansen Pfefferkorn, der, nachdem er den Fall mit Otto Theunen, dem Vogt des Hagen nochmals in verkürzter Form verhandelt hatte, das Urteil bestätigte. Angesichts ihrer Reue und ihres Geständnisses wurde Tempel Anneke ein besonderer Gnadenbeweis zuteil: Man erließ ihr den qualvollen Feuertod auf dem Scheiterhaufen, stattdessen wurde sie enthauptet und ihr Leichnam anschließend verbrannt.
Im Kammerbuch ist dazu vermerkt:

„6 mr Meister Hansen Pfefferkorn dem Scharffrichter welcher verbrennete TA [sic!] decoliret, verbrente, auch letztere etliche mahl güttlich undt greulich verhöret laut Rechnungen zahlet den 21. Aprilis 1664“

### Prozessakten
Es ist ungewöhnlich, dass Gerichtsakten eines Prozesses aus dem 17. Jahrhundert – auch wenn es sich um einen „Hexenprozess“ handelte – bis in die Gegenwart erhalten geblieben sind. Nach damaliger Vorgehensweise war es nach Ende eines Strafprozesses nicht üblich, die Akten aufzubewahren, geschweige denn zu archivieren. In aller Regel wurden sie umgehend entsorgt. Umso erstaunlicher, dass die Akten im „Fall Tempel Anneke“ nahezu vollständig erhalten sind und sich heute im Archiv der Stadt Braunschweig befinden. Die Akten waren zunächst ca. 200 Jahre im Besitz der Braunschweiger Familie von Vechelde, bis sie dem Gerichtsregistrator und Archivar Karl Wilhelm Sack übergeben wurden. Zusätzlich zu den Akten des Prozesses sind auch zahlreiche damit in Verbindung stehende Rechnungen im „Kammerbuch der Gemeinen Stadt“ erhalten geblieben.

## Tempel Anneke als Sagengestalt
Die Ereignisse um Anna Roleffes fanden seit Mitte des 19. Jahrhunderts unter ihrem Übernamen „Tempel Anneke“ Eingang in Erzählungen. So erwähnt sie Richard Andree in seinem 1901 erschienenen Werk „Braunschweiger Volkskunde“, in dem er die Geschichte der Hexe Tempel Anneke unter dem Aspekt der Volkskunde erwähnt. Auch Ricarda Huch nimmt Bezug auf die Ereignisse in „Im alten Reich. Lebensbilder deutscher Städte“ aus dem Jahre 1927. Bei Peukert und Petschel findet sich Tempel Anneke dann 1948 – zur Sagengestalt geworden – in „Denkmäler deutscher Volksdichtung“ sowie 1964 und 1983 in Peukerts „Niedersächsische Sagen“.

## Gedenken
Harxbüttel erinnert mit einer Gedenktafel an das Schicksal von Anna Roleffes.

## Spätere Hexenprozesse
Lange Zeit galt der Prozess gegen Tempel Anneke als der letzte Hexenprozess in Braunschweig. Wilhelm Görges war der erste, der in seinem zwischen 1843 und 1845 erschienenen dreibändigen Werk Vaterländische Geschichten und Denkwürdigkeiten … im Kapitel „Tempel Anneke“ behauptete: „Wie erfreulich ist dagegen, daß bereits 1663 in Braunschweig die letzte Hexe hingerichtet wurde“. Dies wurde in der Folge von anderen Autoren, wie Ludwig Ferdinand Spehr in der überarbeiteten Neuauflage von Görges’ Werk aus dem Jahre 1881 oder aber von Wrampelmeyer 1910 wiederholt, zuletzt auch noch 1983 von Karlwalther Rohmann in seinem Buch Tempel Anneke: Der Prozess gegen die letzte „Hexe“ von Braunschweig, in dem er feststellte, es „war der letzte Prozeß dieser Art, welcher in der Stadt Braunschweig geführt wurde.“
Tatsächlich aber wies Albert Rhamm bereits 1882 in seinem Werk Hexenglaube und Hexenprocesse vornämlich in den braunschweigischen Landen darauf hin, dass es Kämmerei-Rechnungen aus dem Jahre 1698 gebe, die die Hinrichtung der wegen „Teufelsbuhlschaft“ verurteilten 20-jährigen Katharina Sommermeyer auf dem Scheiterhaufen belegten. Richard Andree wies in „Braunschweiger Volkskunde“ auf den Widerspruch zwischen Görges und Rhamm hin. In jüngster Zeit wies Peter A. Morton in seinem 2005 erschienenen Buch Trial of Tempel Anneke: Records of a Witchcraft Trial in Brunswick, Germany, 1663 darüber hinaus nach, dass es neben o. g. Prozess gegen Katharina Sommermeyer noch mindestens zwei weitere Prozesse und Hinrichtungen wegen Hexerei in der Stadt gab: 1667 wurde Elisabeth Lorentz angeklagt und verurteilt und 1671 Lücke Behrens. Die vollständigen Akten dieser beiden Prozesse befinden sich heute im Stadtarchiv.